# Dick Schallies
Dick Schallies (Amsterdam, 15 augustus 1928 – Bussum, 4 oktober 2017) was een Nederlands pianist en componist.

## Leven en werk
Schallies was een zoon van marktkoopman Dick Schallies sr., die bekendheid kreeg als tenor in het variététheater. Dick jr. kreeg als kind pianoles van onder anderen Daniël Belinfante en studeerde klassieke piano aan het Conservatorium van Amsterdam. Aanvankelijk was hij freelance pianist voor diverse orkesten. Van 1957 tot 1989 was hij als vaste pianist verbonden aan het Metropole Orkest, dat onder leiding stond van Dolf van der Linden en Rogier van Otterloo. Met Tony van Hulst (gitaar), Harry Meyer (bas) en Bill van den Heuvel (drum), die allen deel uitmaakten van de ritmesectie van het Metropole, vormde hij The Sea-Side Quartet. Zij brachten in 1959 de single Joy uit. Verder maakte Schallies onder meer deel uit van The Rainbow Quartet , het Kwartet Ger Daalhuisen en het Willy Langestraat Sextet en is hij als (jazz)pianist op meerdere singles en langspeelplaten te horen.
Naast pianist was Schallies ook componist, hij schreef de muziek voor meerdere nummers, van klassiek tot jazz en popmuziek. Met Pieter Goemans schreef hij de muziek voor Aan de Amsterdamse grachten. Zij schreven samen ook Who knows why, waarmee Greetje Kauffeld in 1957 deelnam aan het Gouden Gondel-Festival in Venetië. Schallies componeerde een aantal nummers voor de Nederlandse deelname aan het Eurovisiesongfestival; met Willy van Hemert schreef hij 'n Beetje, waarmee Teddy Scholten in 1959 het Songfestival won. Hij componeerde alle muziek voor de VARA-productie Robinson Crusoë, met Rudi Carrell als eilandbewoner en Esther Ofarim als zeemeermin. Deze televisieshow werd bekroond met de Zilveren Roos van Montreux (1964). In 1981 kwam Schallies met zijn instrumentaal soloalbum Dialogue, waarvoor hij een Edison ontving.
Schallies overleed in 2017, op 89-jarige leeftijd.

## Werk

### Enkele composities
- 1957: Who knows why - Greetje Kauffeld, tekst van Pieter Goemans
- 1959: 'n Beetje - Teddy Scholten, tekst van Willy van Hemert
- 1960: Wat een geluk - Rudi Carrell, tekst van Willy van Hemert
- 1960: Jij bent nu lucht voor mij - Rob Touber, tekst van Pieter Goemans
- 1961: Wat een dag - Greetje Kauffeld, tekst van Pieter Goemans
- 1963: Een speeldoos - Annie Palmen, tekst van Pieter Goemans
- 1966: De makelaar van Schagen - Martine Bijl, tekst van Henk van der Molen

### Discografie
- 1981 Dialoque, langspeelplaat uitgebracht door EMI.